# Микростома вытянутая
Микро́стома вы́тянутая (лат. Micróstoma protráctum) — вид грибов-дискомицетов, относящийся к роду Микростома семейства Саркосцифовые (Sarcoscyphaceae). Синоним типового вида рода.

## Описание

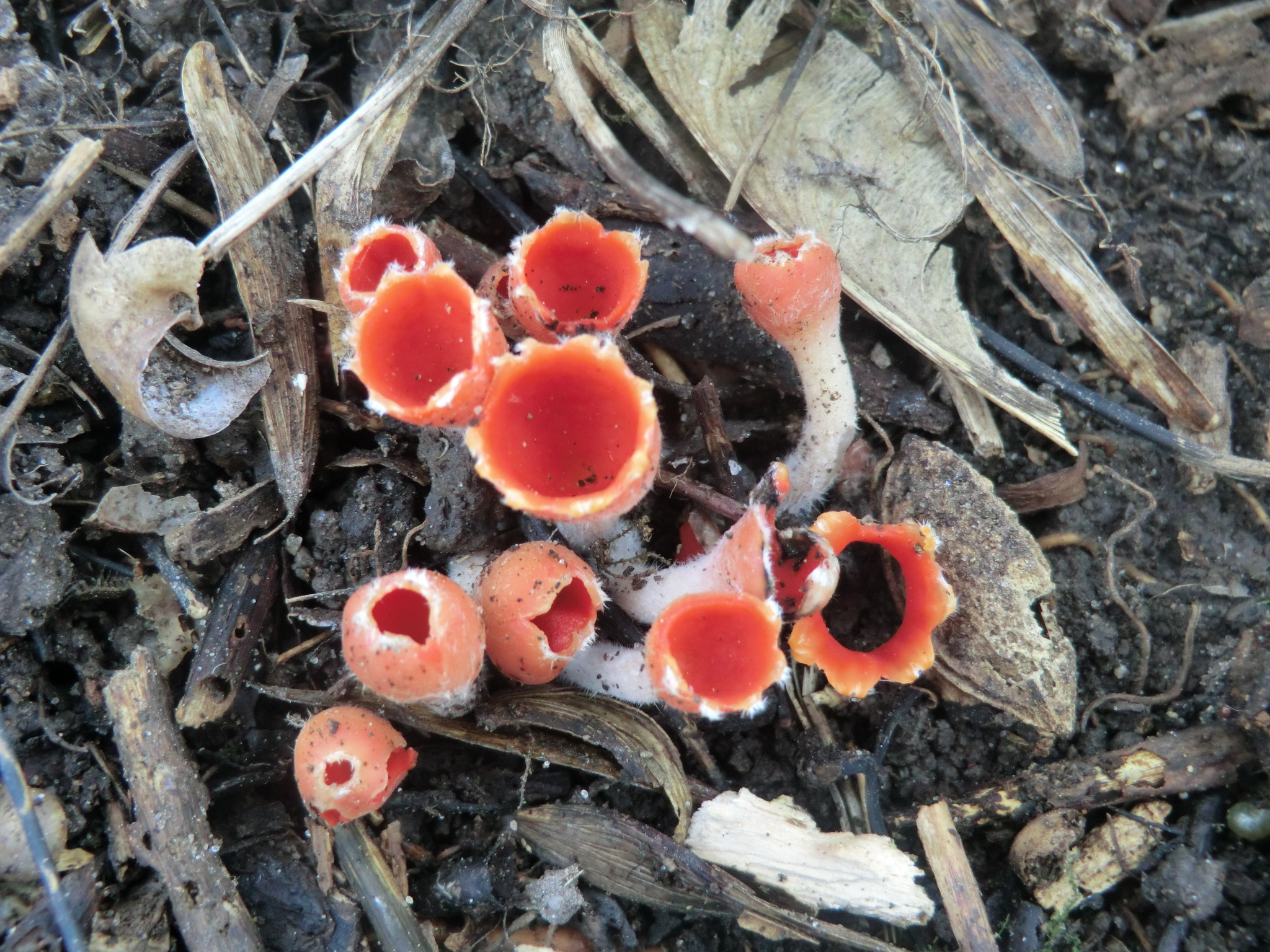

Плодовые тела — расположенные на длинной стерильной ножке апотеции яйцевидной формы с небольшим округлым отверстием на верхушке, в процессе роста края отверстия разрываются на 8—10 небольших лопастей, к старости апотеций полностью раскрывается, приобретая блюдцевидную форму, в открытом состоянии 5—10 мм высотой и до 2,5 см в диаметре. Внешняя поверхность плодового тела бледно-красноватая, с густыми беловатыми волосками, наиболее многочисленными на границе стерильной ножке и собственно апотеция. Внутренняя спороносная поверхность ярко-алая, с возрастом немного выцветающая. Ножка 1—4(6) см длиной и 2—3(5) мм толщиной, беловатая до бледно-розоватой в верхней части, коричневая в нижней части, длинная и тонкая, плавно переходящая в спороносный апотеций, с глубоко уходящим в землю основанием, выходящим из чёрного продолговатого склероция.
Мякоть беловатая, крепкая, эластичная.
Аски с 8 спорами, 200—275×20—23 мкм. Парафизы дихотомически разветвлённые, немного расширяющиеся на конце, немного выступающие над асками. Споры эллиптически-веретеновидной формы, 25—45(50)×10—14(16) мкм, неокрашенные до бледно-желтоватых, с одной крупной и несколькими мелкими масляными каплями, расположены в аске в один ряд.

## Экология
Встречается группами, изредка в виде одиночных плодовых тел, ранней весной, после стаивания снега, как правило, на обращённых к югу затенённых склонах с богатыми известью почвами, нечасто. Сапротроф на веточках хвойных и лиственных пород.

## Синонимы
- Anthopeziza baccata (Fuckel) Wettst., 1885
- Anthopeziza protracta (Fr.) Nannf., 1949
- Anthopeziza winteri Wettst., 1885
- Lachnea mirabilis (I.G.Borshch.) W.Phillips, 1890
- Microstoma hiemale Bernstein, 1852typus
- Peziza mirabilis I.G.Borshch., 1857
- Peziza protracta Fr., 1851basionym
- Plectania hiemalis (Bernstein) Seaver, 1928
- Plectania protracta (Fr.) S.Imai, 1938
- Plectania subfloccosa Hazsl., 1885
- Sarcoscypha hiemalis (Bernstein) J.Schröt., 1893
- Sarcoscypha protracta (Fr.) Sacc., 1889
- Sclerotinia baccata Fuckel, 1870
- Sclerotinia hiemalis (Bernstein) Fuckel, 1873
- Scypharia hiemalis (Bernstein) Quél., 1886